# Penelope Scott
Penelope Scott (n. 2000) es una música, cantautora y productora estadounidense. Ha escrito y producido la mayor parte de su música con excepción al álbum Water Dogs, producido por Max Hershenow y Ross Federman. Tras publicar los álbumes recopilatorios Junkyard (2020) y The Junkyard 2 (2020), Scott lanzó su álbum debut, Public Void, en agosto de 2020. Su canción «Rät» alcanzó el número 29 en la lista Hot Rock & Alternative Songs de Billboard. En 2021 Scott publicó el EP Hazards, en 2023 los EPs Girl's Night y Mysteries for Rats y en 2025 el álbum Water Dogs.

## Trayectoria

### Infancia y carrera
Scott creció en California. Su padre le enseñó a utilizar un micrófono y la introdujo en el aspecto técnico de la música, ya que tenía experiencia como ayudante de gira. La madre de Penelope la animó a tomar clases de piano hacia los ocho o nueve años, y continuó haciéndolo hasta la adolescencia. En el instituto y el bachillerato, Scott se centró en aprender canciones pop de oído, escribir letras y aprender a grabar. Tras graduarse de la secundaria, Penelope empezó a estudiar en la Universidad de Willamette, donde se unió al coro de la universidad y aprendió a tocar la guitarra. Se especializó en ciencias políticas, además de cursar filosofía e informática. En su último año de carrera, asistió a una clase de producción musical, que se impartía en línea debido a la pandemia de COVID-19. Como consecuencia, inicialmente aprendió a producir a distancia utilizando el software libre LMMS en lugar de Pro Tools, que empezó a utilizar más tarde.
Penelope comenzó a publicar sus canciones en línea en SoundCloud en 2018, bajo el nombre de Honey Morello. El 24 de octubre de 2019 publicó su primer EP, Goblin Hours, en Bandcamp. el 27 de febrero de 2020 lanzó el álbum recopilatorio Junkyard , seguido poco después el 13 de mayo de 2020 por el lanzamiento de The Junkyard 2. Las canciones de este último exploraban temas sensibles como el trabajo emocional, la inseguridad y la atención médica. Una canción de ese álbum, «Sweet Hibiscus Tea», también se volvió viral el mismo mes de su lanzamiento. Scott se sorprendió por el éxito de The Junkyard 2 teniendo en cuenta su falta de mezclas.

### 2020–2022:Public VoidandHazardsEP
El álbum debut de Scott, Public Void, inicialmente se publicó en Bandcamp el 29 de agosto de 2020, y posteriormente el 25 de septiembre de 2020 en servicios de streaming. A finales de 2020, su música encontró un público más amplio en la aplicación para compartir vídeos cortos TikTok. Una canción de Public Void, «Rät», se hizo viral en la red social en noviembre de 2020. La canción expresa la decepción con Silicon Valley y los multimillonarios de la tecnología, específicamente Elon Musk. «Rät» alcanzó el puesto 29 en la lista Hot Rock & Alternative Songs Chart de Billboard. El productor musical Jesse Cannon citó a Scott y el éxito de la canción como ejemplo de artistas que llegan a un público más allá de su nicho, y calificó su letra como «extremadamente online».
El 4 de noviembre de 2020, Penelope lanzó el single «Born2Run», cuyos clips se hicieron virales antes de su lanzamiento oficial. La canción llamó la atención tras el asalto al Capitolio de los Estados Unidos del 6 de enero de 2021 debido a que su letra describe un asalto similar pero ficticio al Capitolio por parte de jóvenes políticamente implicados. El 30 de abril de 2021, Scott apareció en la canción «Brittle, Baby!» de Char Chris, al igual que en el video musical como una versión animada de sí misma.
En julio de 2021, Scott lanzó la canción «7 O'Clock» y anunció un EP, Hazards, que salió a la venta el 27 de agosto de 2021 a través de Many Hats Distribution. Un día antes del lanzamiento del EP lanzó la canción «Dead Girls» como single. En julio de 2021, Scott anunció su primera gira para apoyar Hazards, comenzando en la Costa Oeste de los Estados Unidos en diciembre de 2021. También anunció fechas de la gira por la Costa Este para enero de 2022, pero se cancelaron debido a la preocupación por el aumento de casos de COVID-19. En diciembre de 2021, Scott interpretó «Before He Cheats» de Carrie Underwood para un episodio del programa ReImagined de la The Recording Academy.
En mayo de 2022, Scott participó en el festival de música Belltown Bloom de Seattle. En junio comenzó otra gira por Estados Unidos con el apoyo de Rosie Tucker, fanclubwallet y Yot Club. Scott se embarcó en una gira por el Reino Unido y la Unión Europea en julio, con el apoyo de Addison Grace. En octubre de 2022, participó en la canción «Baby Take My Acid» del artista de Cincinnati Lincoln, que apareció en su álbum debut Everything is Wrong.

### 2023–2024:Mysteries for Rats / Girl's Night
El 20 de septiembre de 2023, Scott lanzó el single «Gross», seguido del single «Time of My Life» el 12 de octubre del mismo año. El 25 de septiembre anunció un par de EP: Girl's Night y Mysteries for Rats, que salieron a la venta el 3 y el 17 de noviembre, respectivamente.
Scott declaró que decidió dividir el lanzamiento en dos EP para diferenciar su sonido: «Mientras que antes, si comprabas un CD o un disco, querías cantidad, ahora puedes elegir las canciones individualmente y ponerlas en tu lista de reproducción. Creo que ser reservado y clasificar las canciones de antemano por vibraciones es una forma de hacer el trabajo más agradable al oyente». Ambos EP se combinaron como el doble EP Mysteries for Rats / Girl's Night para su edición en vinilo.

### 2025–presente:Water Dogs
El 27 de febrero de 2025, Penelope lanzó el sencillo «Girl's Always Right» junto con el anuncio de su segundo álbum de estudio, Water Dogs, que salió a la venta el 14 de marzo de 2025.

## Reconimiento
En noviembre de 2020, Scott apareció en la lista Breakthrough 25 de Rolling Stone, que muestra a artistas con grandes ganancias en las cifras de streaming: ella fue la quinta, con 5,4 millones de streams esa semana. Su canción «Rät» apareció en el Top 40 de Hot Rock & Alternative Songs de Billboard. Danielle Chelosky, de Billboard, dijo de su música: «Sonoramente, es como estar dentro de un videojuego; líricamente, es como desplazarse por una página de memes de Tumblr de una adolescente atrevida».
Scott ha sido descrita como un ejemplo de cómo TikTok permite a los artistas musicales tener éxito sin firmar con una discográfica, alcanzando los tres millones de oyentes mensuales en Spotify sin una cobertura mediática sustancial. En marzo de 2021, su música había sido escuchada en streaming unas 88 millones de veces en Estados Unidos, y para febrero de 2023 su canal de Youtube tenía más de 100 millones de visitas.

## Estilo musical e influencias
La música de Scott ha sido descrita como «punk barroco». Chelosky ha dicho que su música presenta aspectos de hyperpop. Scott ha dicho que «ha estado esperando a que alguien diese una descripción precisa» de su género musical.

## Discografía

### Álbumes

#### Álbumes de estudio
| Título      | Detalles del álbum | Máximas posiciones en las listas |
| Título      | Detalles del álbum | AGATA                            |
| ----------- | --- | -------------------------------- |
| Public Void | - Lanzamiento: 29 de agosto de 2020 - Sello discográfico: Tesla's Pigeon - Formato: Descarga digital, streaming, CD, vinilo    | 85                               |
| Water Dogs  | - Lanzamiento: 14 de marzo de 2025 - Sello discográfico: Many Hats Distribution - Formato: Descarga digital, streaming, vinilo |                                  |

#### Álbumes recopilatorios
| Título         | Detalles del álbum |
| -------------- | --- |
| Junkyard       | - Lanzamiento: 27 de febrero de 2020 - Sello discográfico: Publicación propia - Formato: Descarga digital, streaming, vinilo  |
| The Junkyard 2 | - Lanzamiento: 13 de mayo de 2020 - Sello discográfico: Publicación propia - Formato: Descarga digital, streaming, vinilo, CD |

### Extended plays
| Título                            | Detalles del EP |
| --------------------------------- | --- |
| Goblin Hours                      | - Lanzamiento: 24 de octubre de 2019 - Sello discográfico: Publicación propia - Formato: Descarga digital, streaming            |
| Dancin' Times                     | - Lanzamiento: 2 de junio de 2020 - Sello discográfico: Publicación propia - Formato: Descarga digital, streaming               |
| Hazards                           | - Lanzamiento: 27 de agosto de 2021 - Sello discográfico: Many Hats Distribution - Formato: Descarga digital, streaming, vinilo |
| Girl’s Night                      | - Lanzamiento: 3 de noviembre de 2023 - Sello discográfico: Amuseio AB - Formato: Descarga digital, streaming                   |
| Mysteries for Rats                | - Lanzamiento: 17 de noviembre de 2023 - Sello discográfico: Amuseio AB - Formato: Descarga digital, streaming                  |
| Mysteries for Rats / Girl's Night | - Lanzamiento: 23 de diciembre de 2023 - Sello discográfico: Amuseio AB - Formato: Vinilo                                       |

### Sencillos
| Título                                           | Año  | Máximas posiciones en las listas | Certificaciones  | Álbum                   |
| Título                                           | Año  | AGATA                            | Certificaciones  | Álbum                   |
| ------------------------------------------------ | ---- | -------------------------------- | ---------------- | ----------------------- |
| "Rät"                                            | 2020 | 29                               | - RIAA : Platino | Public Void             |
| "Born2Run"                                       | 2020 | —                                |                  | (Sencillos sin álbumes) |
| "Brittle, Baby!" (con Char Chris)                | 2021 | —                                |                  | (Sencillos sin álbumes) |
| "7 O'Clock"                                      | 2021 | —                                |                  | Hazards                 |
| "Dead Girls"                                     | 2021 | —                                |                  | Hazards                 |
| "Baby Take My Acid" (Lincoln ft. Penelope Scott) | 2022 | —                                |                  | Everything is Wrong     |
| "Gross"                                          | 2023 | —                                |                  | Mysteries for Rats      |
| "Time of My Life"                                | 2023 | —                                |                  | Girl's Night            |
| "Girl's Always Right"                            | 2025 | —                                |                  | Water Dogs              |